# Euproctis marginata
Euproctis marginata är en fjärilsart som beskrevs av Moore 1879. Euproctis marginata ingår i släktet Euproctis och familjen tofsspinnare. Inga underarter finns listade i Catalogue of Life.